# Öllampenuhr

Öllampenuhr
Ausführung mit zylindrischem Behälter

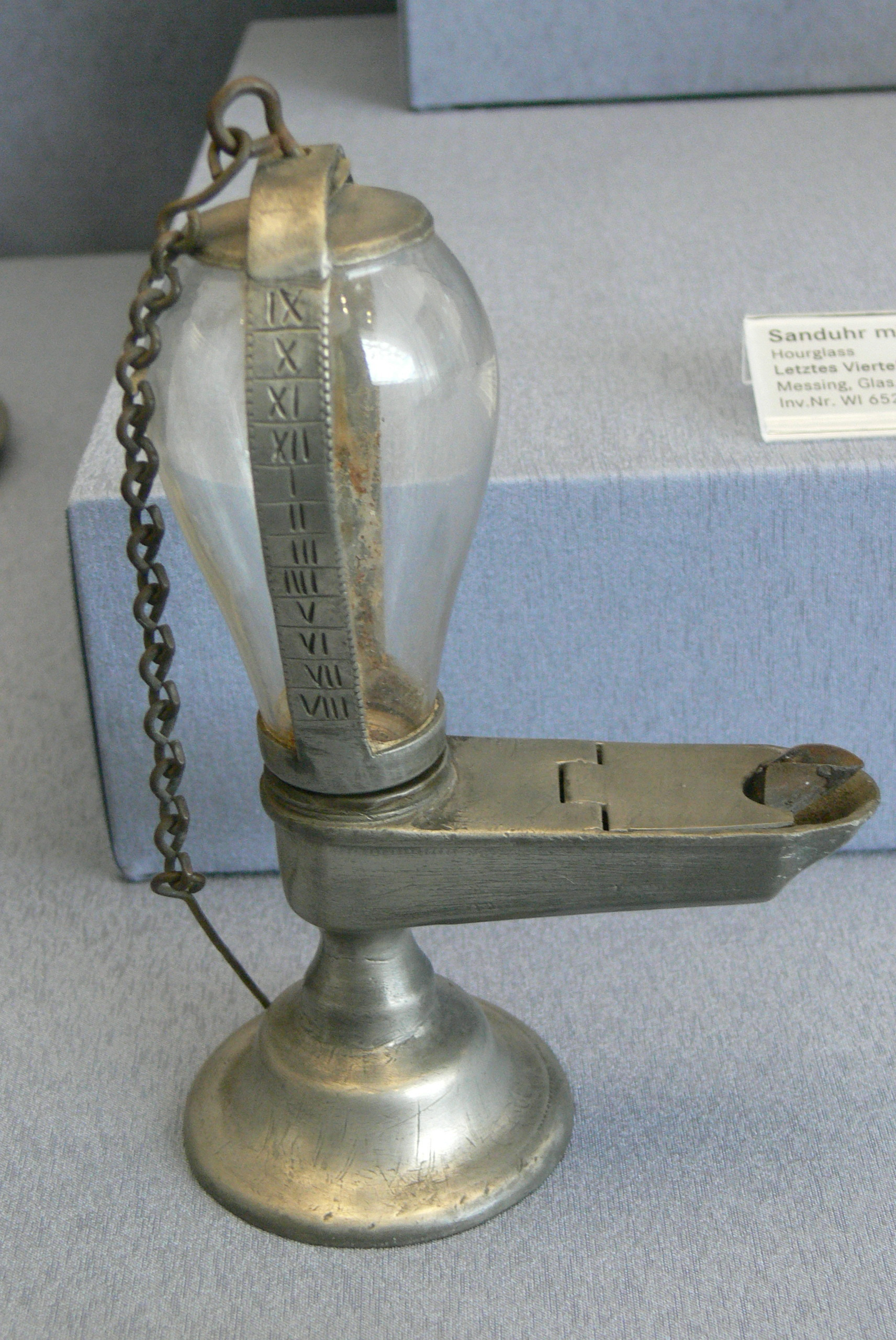
Öllampenuhr
Ausführung mit birnenförmigem Behälter

Die Öllampenuhr auch Öluhr oder Zeitlampe genannt, ist eine gläserne Öllampe, die mit Markierungen versehen ist. Am Stand des verbliebenen Öls kann man die vergangene Zeit ablesen. Öluhren gehören zu den Elementaruhren.

## Funktion
Die Öllampenuhr besteht eigentlich nur aus einer Öltischlampe, deren Glasbehälter unten eine kleine Öffnung hat, durch die das Öl von einem Docht angesaugt wird. Die Höhe des Ölstandes im Vorratsbehälter stellt ein Maß für die verflossene Zeit dar. Die Stärke des Dochtes ist so gewählt, dass das Öl in der Lampe von der Flamme möglichst zeitgenau nach der auf dem Glasbehälter angebrachten Stundenskala aufgebraucht wird. Als Brennstoff diente dunkelbraunes Rüböl oder Tran. In der Regel wurde Tran verwendet, weil es sauberer und gleichmäßiger verbrennt als Öl.
Füllte man abends den Ölbehälter voll und zündete die Lampe an, so hatte man während der ganzen Nacht nicht nur Beleuchtung, sondern auch annähernd die Zeitanzeige. Durch den Brennstoffverbrauch der Lampe sank der Öl- oder Transpiegel im Glasreservoir, wodurch man auf der Skala die Zeit abgelesen konnte.
Weil der Druck des Öles in Abhängigkeit vom Pegel einen ungleichmäßigen Verbrauch verursachte und die Stundenskalen am zylindrischen Behälter meistens linear angezeigt wurden, war die erste Abendstunde viel kürzer als die letzte Morgenstunde. Um das auszugleichen, bekam der Ölbehälter später die Form einer umgedrehten Birne. Durch diese Maßnahme konnte man die Längen der Stunden annähernd gleich halten.
Öluhren sind Uhren, die gegenüber anderen Elementaruhren den Vorteil haben, dass man die Zeit bei Dunkelheit ablesen kann. Diese Art der Zeitmesser waren jedoch sehr ungenau.

## Geschichte
Über die Herkunft der Öluhren weiß man wenig. Zur Zeitmessung wurden ab dem 16. Jahrhundert gläserne Öllampen mit Markierungen versehen. Sie wurden in Mitteleuropa erst ab dem 16. Jahrhundert häufiger, waren aber dann bis um die Mitte des 19. Jahrhunderts sehr beliebt. Ab dann ist das Gestell der Lampe meistens aus Zinn gearbeitet, ebenso die am Ölbehälter angebrachte Stundenskala.